# The 4-Skins
The 4-Skins é uma banda skinhead inglesa formada em 1979 em East End. A primeira formação encerrou em 1984 e apenas em 2007 voltou as atividades com o baixista Steve 'H' Harmer e vocalista Gary Hodges que é o único membro restante da primeira formação.

## História
Antes do lançamento do primeiro single da banda, "One Law For Them", eles contribuíram com canções para as três primeiras compilações Oi!, ao lado de bandas como Cockney Rejects, Cock Sparrer, The Business e Angelic Upstarts. Muitas de suas músicas abordavam temas violentos, mas a banda já alegou que não estavam promovendo a violência e sim discutindo a realidade da vida interior da cidade. Outros temas que a banda aborda incluir guerras, desemprego, assédio policial e a corrupção política.
A maior parte dos quatro membros de cada formação eram ou tinham sido skinheads, assim, o duplo sentido do nome da banda. No entanto, Steve Pear tinha um estilo rockabilly e Hoxton Tom McCourt (que era um Suedehead) foi um dos principais participantes do Mod Revival. Inicialmente, os membros da banda tinham se conhecido no futebol e as formações seguintes eram seguidores de bandas como Sham 69 e Menace.
A banda passou por muitas mudanças na formação durante seus cinco anos de existência, apenas com o baixista e compositor Tom "Hoxton" McCourt esteve presente em todas as formações da banda durante essas época. Outros ex-membros incluem Roi Pearce, que também era o vocalista do The Last Resort e Paul Swain, um guitarrista que mais tarde se juntou a banda white power Skrewdriver.
Em 2007, a banda voltou com dois membros originais, o vocalista Gary Hodges e baixista Steve 'H' Harmer, além do guitarrista Mick Geggus e o baterista Andy Russell do Cockney Rejects. A nova formação gravou um álbum para a gravadora independente G&R London. Duas de suas canções, "Caos 2007" e "Glory Days" estão na compilação "Kings of Streetpunk" da G&R London. Em abril de 2008, Gary Hodges lançou duas músicas de graça em sua página web oficial. Ambas são covers de músicas da banda Slade, "Cum on Feel the Noize" e "Thanks for the Memories". 
Apesar de ter inicialmente declarado que não iriam se apresentar ao vivo, Gary Hodges 4-Skins desempenhou três shows, um em Berlim no "Punk and Disorderly festival", em Allentown, PA na Costa Leste Oi Fest e também aparece no fim do dia no festival Blackpool Rebellion punk festival em agosto de 2008.

## Discografia

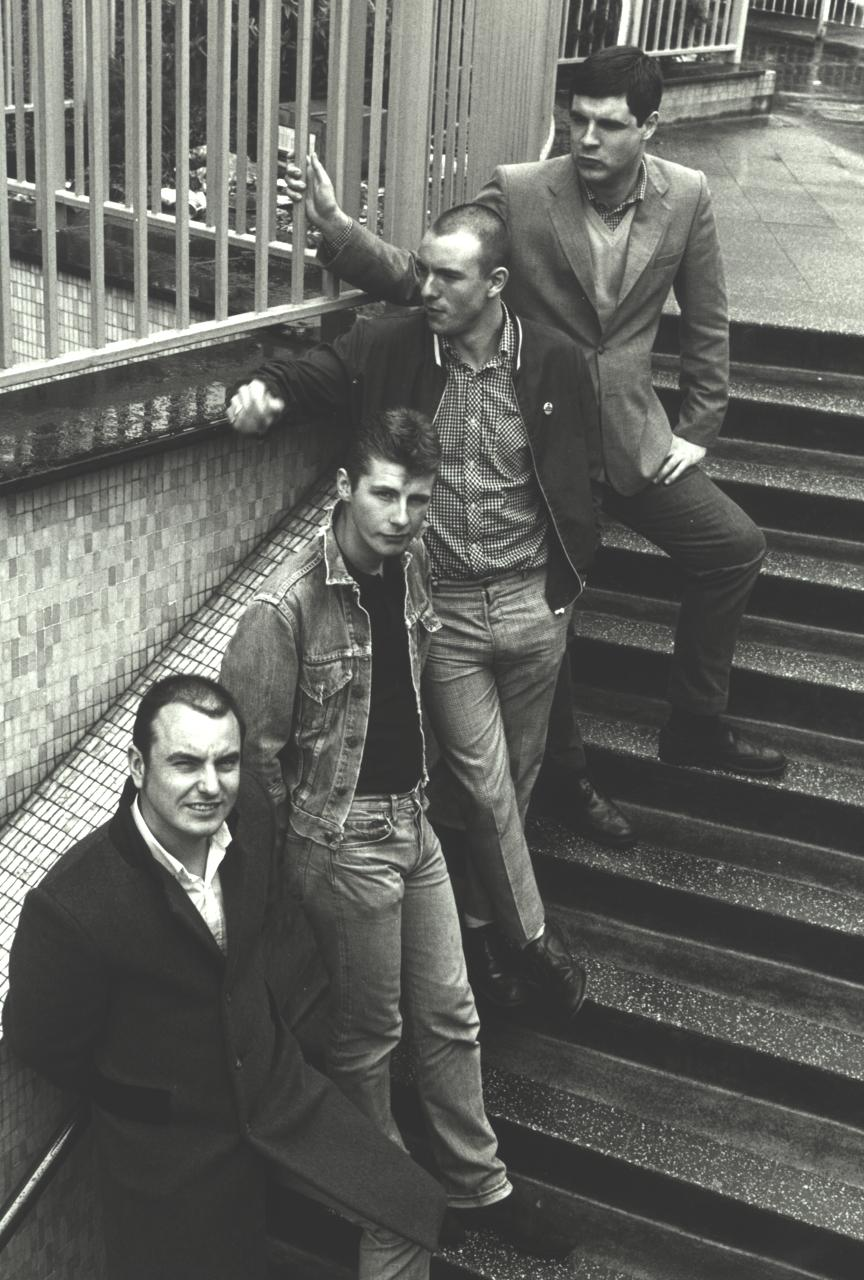
Hodges, Pear, Jacobs e McCourt em Aldgate East, Leste de Londres, 1980.

### Álbuns
- The Good, The Bad & The 4-Skins (Secret Records (SEC 4), 1982)
- A Fistful Of…4-Skins (Syndicate Records (SYN 1), 1983)
- From Chaos to 1984 (Live) (Syndicate Records (SYN LP 5), 1984)

### Singles/EPs
- One Law For Them / Brave New World (Clockwork Fun (CF 101), 1981)
- Yesterdays Heroes / Justice/Get Out Of My Life (Secret Records (SHH 125), 1981)
- Low Life / Bread Or Blood (Secret Records (SHH 141), 1982)

### Compilações Oi!
- "Wonderful World", "Chaos" – Oi! The Album (EMI, 1980)
- "1984", "Sorry" – Strength Thru Oi! (Decca Records, 1981)
- "Evil" – Carry On Oi! (Secret Records, 1981)
- "On The Streets" – Son Of Oi! (Syndicate Records, 1983)
- "Clockwork Skinhead", "Plastic Gangster", "Summer Holiday"- Lords Of Oi! (Dressed To Kill, 1997)
- "Glory Days", "Chaos 2007" - Kings of Street Punk (G&R London, 2007)

### Compilações
- A Few 4-Skins More, Vol.1 (Link Records, 1987)
- A Few 4-Skins More, Vol.2 (Link Records, 1987)
- The Wonderful World Of The 4-Skins (1987)
- The Best Of 4-Skins (1989)
- Clockwork Skinhead (2000)
- Singles & Rarities (Captain Oi! Records, 2000)
- The Secret Life of the 4-Skins (Captain Oi! Records, 2001)
- History Of… (Double CD, Taang Records, 2003)